# Чопі (птах)
Чо́пі (Gnorimopsar chopi) — вид горобцеподібних птахів родини трупіалових (Icteridae). Мешкає в Південній Америці. Це єдиний представник монотипового роду Чопі (Gnorimopsar).

## Опис

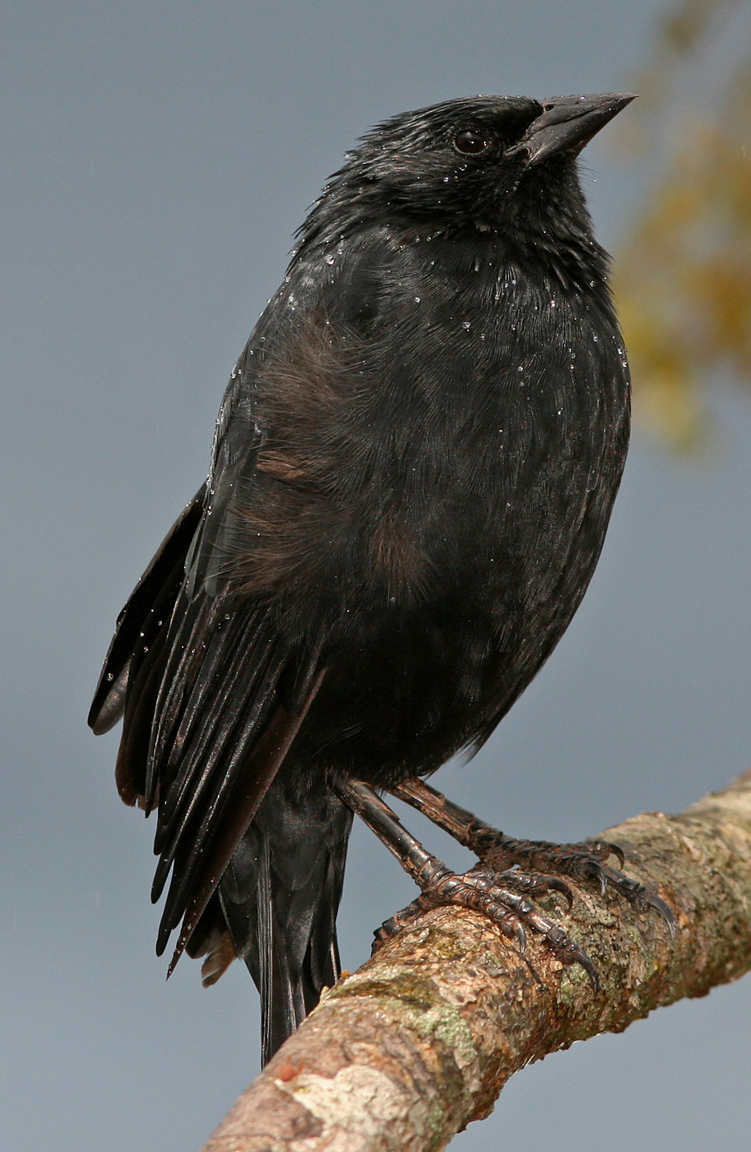
Чопі

Довжина птаха становить 25 см. Забарвлення повністю чорне. Дзьоб великий, міцний, дещо вигнутий.

## Підвиди
Виділяють три підвиди:
- G. c. sulcirostris (Spix, 1824) — північно-східна Бразилія;
- G. c. chopi (Vieillot, 1819) — від південно-східної Болівії до центральної і південно-східної Бразилії, Уругваю і північно-східної Аргентини;
- G. c. megistus (Leverkühn, 1889) — від південного сходу Перу до східної Болівії.

## Поширення і екологія
Чопі мешкають в Бразилії, Болівії, Аргентині, Парагваї, Уругваї і Перу. Вони живуть в саванах, на пасовищах і луках, зхкрема на заплавних, на болотах і врідколіссях. Зустрічаються на висоті до 1000 м над рівнем моря. Живляться безхребетними, плодами і дрібними хребетними.